# Fest-Quadrille
Die Fest-Quadrille ist eine Quadrille von Johann Strauss (Sohn) (op. 44). Sie wurde am 1. September 1847 im Erholungs- und Unterhaltungsort Wasserglacis in Wien erstmals aufgeführt.